# Fieldia
Fieldia é um género botânico pertencente à família Gesneriaceae.

## Sinonímia
Basileophyta

## Espécies
- Fieldia australiana
- Fieldia australis
- Fieldia gigantea
- Fieldia lissochiloides